# Symploce flagellata
Symploce flagellata är en kackerlacksart som beskrevs av Morgan Hebard 1916. Symploce flagellata ingår i släktet Symploce och familjen småkackerlackor. Inga underarter finns listade i Catalogue of Life.